# Lindsay Karamoh
Lindsay Karamoh est une actrice française née en 1993.

## Biographie
Repérée sur le parvis de La Défense alors qu'elle était vendeuse dans le prêt-à-porter, elle vit à Clamart (Hauts-de-Seine). Fin 2014, elle donne naissance à une fille. Découverte par le casting sauvage pour Bande de filles de Céline Sciamma, Lindsay Karamoh et les trois autres actrices principales nouent une relation privilégiée qui donne toute sa force au film : « C’était immédiat entre nous, dès qu’on s’est retrouvées en groupe pour la plupart première répétition, on a ressenti un truc très fort, comme si on était potes depuis toujours ».
Céline Sciamma déclare à son sujet : « Lindsay Karamoh m’a séduite par son humour avec un débit et une intelligence du verbe rare. Le personnage d’Adiatou était au cœur du dispositif des scènes qui réclamaient de l’improvisation, il nous fallait trouver une nature comique ».

## Filmographie

### Cinéma
- 2014 : Bande de filles de Céline Sciamma : Adiatou
- 2016 : Sex Doll de Sylvie Verheyde : Electre
- 2019 : Black Snake : Gertrude

### Télévision
- 2015 : Cannabis de Lucie Borleteau.
- 2018 : Capitaine Marleau Saison 2 Épisode 2.4 : Le Jeune homme et la mort : Brigadier Noémie Perrone.